# Nils Thorwaldson
Nils Torvald Thorwaldson, född 4 november 1918 i Slite, Othems församling, Gotlands län, död 13 augusti 2019, var en svensk styrelseordförande, företagsägare, redare och kapten i Kustartilleriets reserv.

## Biografi
Thorwaldson var son till köpmannen Torvald Carlsson och Astrid Dahlström. Han tog studentexamen i Visby 1939 och därefter reservofficersexamen 1942. Han tjänstgjorde vid Flygvapnet 1944–1945 innan han blev kapten i Kustartilleriets reserv. 
Thorwaldson var ägare och chef för Cityköp från 1957 samt rederierna Nogi och Ihre.
Thorwaldson drev rederiverksamhet i många år, dels med egna fartyg, dels som delägare i flera av Carl Bertil Myrstens och Rederi AB Slites finlandsfärjor. Han köpte senare det företag som tillverkade den berömda Stringhyllan. Han utvecklade företaget Nordien-System AB och satsade främst på diskutrustningar till storkök som blev en stor succé. Företaget inredde diskrum över hela världen, bland annat för hotellkedjan Sheraton.
Thorwaldson var medlem i Svenska Frimurare Orden, Lions Club och Neptuniorden. Han var från 1948 till sin död gift med Elsie Greborg (1925–2022), dotter till skräddarmästaren Paul Greborg och Linda Ohlsson. Han är far till Joy (född 1949), Eva (född 1953) och Per (född 1958). Makarna Thorwaldson är begravda på Skogsö kyrkogård.